# 시클로헥센
시클로헥센(Cyclohexene) 또는 사이클로헥센은 화학식 C6H10을 갖는 탄화수소이다. 이 사이클로알켄은 날카로운 냄새가 나는 무색 액체이다. 다양한 산업 공정의 중간체이다. 시클로헥센은 과산화물을 형성하기 때문에 빛과 공기에 노출되어 장기간 보관할 경우 그다지 안정적이지 않다.

## 생산 및 용도
시클로헥센은 아사히화학(Asahi Chemical Company)이 개발한 공정인 벤젠의 부분 수소화에 의해 생산된다. 실험실에서는 사이클로헥산올을 탈수하여 제조할 수 있다.

## 같이 보기
- 딜스-알더 반응